# Wolfgang Bethmann
Wolfgang Bethmann (* 25. Juli 1920 in Bornum; † 19. August 1990) war ein deutscher Zahnarzt und Hochschullehrer.

## Leben
Er war der Sohn des Realschullehrers und Kantors Karl Hermann Erich Bethmann und seiner Ehefrau Emilie Margarete Bethmann, geborene Lehmann. 1938 trat er der NSDAP bei. Nach dem Schulabschluss studierte er von 1946 bis 1953 Medizin und Zahnmedizin an den Universitäten Halle-Wittenberg und Leipzig und promovierte zum Dr. med. und Dr. med. dent. Außerdem habilitierte er sich und wurde 1958 Dozent an der Universität Leipzig, wo er 1959 eine Professur mit Lehrauftrag übernahm. 1961 erhielt er den vollen Lehrauftrag und 1964 eine eigenen Lehrstuhl. Er wurde Direktor der Klinik und Poliklinik für Chirurgische Stomatologie und Kiefer-Gesichts-Chirurgie des Bereichs Medizin der Karl-Marx-Universität Leipzig. Daneben wurde er ärztlicher Direktor der Schlossklinik Thallwitz und ab 1969 Präsident der Nationalen Vereinigung für den Wissenschaftlichen Film und Fernsehen in der DDR.
Bethmann war auf Zahn-, Mund- und Kieferheilkunde spezialisiert.

## Familie
Wolfgang Bethmann hatte zwei Brüder:
- den Komponisten und Arrangeur Siegfried Bethmann (1915–1993) und
- den Opernsänger Erich Bethmann (1922–2017).

## Schriften (Auswahl)
- Bakteriologische Untersuchung der Eindringtiefe von Bakterien in die Dentinkanälchen vom Wurzelkanal aus bei Gangrän der Zahnpulpa. Leipzig 1950.
- Möglichkeiten und Grenzen plastischer Operationen in den feuchten Tropen. Leipzig 1959.
- Tropenerfahrungen in plastischer Gesichts- und Kieferchirurgie. Berlin 1960.
- (Mitautor): Die Behandlung angeborener Lippen-Kiefer-Gaumen-Segel-Spalten. Dresden 1966.
- (Mitautor): Operationsmethoden der plastischen Chirurgie. Jena 1968.
- Tropenerfahrungen in plastischer Gesichts- und Kieferchirurgie. Bericht über eine einjährige Tätigkeit in Vietnam. Berlin 1969.
- (Hrsg.): Die stomatologische Schwester, 2 Bände, Leipzig 1980.

## Ehrungen
- 1962 Ehrenmitglied der Gesellschaft für Stomatologie Bulgariens
- Obermedizinalrat